# Such Pretty Forks in the Road
Such Pretty Forks in the Road – dziewiąty studyjny album kanadyjskiej piosenkarki Alanis Morissette. Wydawnictwo ukazało się 31 lipca 2020 roku nakładem wytwórni muzycznych Epiphany Music i Thirty Tigers w Ameryce Północnej oraz RCA i Sony Music w Wielkiej Brytanii i Europie. Pierwszym singlem promującym wydawnictwo został wydany 2 grudnia 2019 roku utwór „Reasons I Drink”. 
Premiera albumu była pierwotnie planowana na 1 maja 2020 roku, jednak została przesunięta z powodu pandemii COVID-19.

## Lista utworów
Wszystkie utwory zostały napisane przez Alanis Morissette i Michaela Farrella.
| Nr  | Tytuł utworu          | Produkcja       | Długość |
| --- | --------------------- | --------------- | ------- |
| 1.  | „Smiling”             | Alex Hope       | 4:17    |
| 2.  | „Ablaze”              | Alex Hope       | 3:57    |
| 3.  | „Reasons I Drink”     | Alex Hope       | 3:36    |
| 4.  | „Diagnosis”           | Alex Hope       | 4:49    |
| 5.  | „Missing the Miracle” | Catherine Marks | 3:33    |
| 6.  | „Losing the Plot”     | Alex Hope       | 3:57    |
| 7.  | „Reckoning”           | Catherine Marks | 3:30    |
| 8.  | „Sandbox Love”        | Catherine Marks | 4:12    |
| 9.  | „Her”                 | Catherine Marks | 4:10    |
| 10. | „Nemesis”             | Catherine Marks | 5:56    |
| 11. | „Pedestal”            | Catherine Marks | 4:08    |
|     |                       |                 | 46:05   |

## Notowania
| Lista przebojów (2020)             | Najwyższa pozycja |
| ---------------------------------- | ----------------- |
| Australia (ARIA Charts)            | 10                |
| Austria (Ö3 Austria Top 40)        | 4                 |
| Belgia (Ultratop Flandria)         | 34                |
| Belgia (Ultratop Walonia)          | 3                 |
| Francja (SNEP)                     | 45                |
| Hiszpania (PROMUSICAE)             | 33                |
| Holandia (MegaCharts)              | 13                |
| Irlandia (IRMA)                    | 15                |
| Kanada (Billboard Canadian Albums) | 14                |
| Niemcy (Media Control Charts)      | 4                 |
| Nowa Zelandia (Recorded Music NZ)  | 40                |
| Polska (OLiS)                      | 27                |
| Stany Zjednoczone (Billboard 200)  | 16                |
| Szkocja (OCC)                      | 6                 |
| Szwajcaria (Alben Top 100)         | 2                 |
| Wielka Brytania (OCC)              | 8                 |
| Włochy (FIMI)                      | 16                |